# Péter Gábor
Péter Gábor (szül. Eisenberger Benjámin, Újfehértó, 1906. május 14. – Budapest, 1993. január 23.) magyar kommunista politikus, az Államvédelmi Hatóság vezetője 1945 és 1953 között.
Szegény zsidó családban született, korán elhunyt apja szabó volt. Ő is szabónak tanult, inasévei után Budapestre költözött nővéréhez, itt került kapcsolatba a munkásmozgalommal. Elkapta a tüdővészt és több évig betegeskedett; 1930-as felgyógyulása után minden idejét a mozgalmi munkára fordította. A bebörtönzött baloldaliakat segítő Vörös Segélynek dolgozott, illegális kommunista irodalmat terjesztett. Több alkalommal letartóztatták, kisebb börtönbüntetéseket kapott. 1933-ban bekerült a Vörös Segély, 1943-ban pedig a Kommunisták Magyarországi Pártjának vezetőségébe.
A második világháború után Péter Gábort bízták meg a politikai rendőrség megszervezésével. Munkája eleinte a háborús bűnösök felkutatására, később a kommunista párt politikai ellenfeleinek kiiktatásra irányult. Szovjet minta alapján megszervezte a rendőrség Államvédelmi Osztályát (ÁVO), amely 1948-ban átalakult Államvédelmi Hatósággá (ÁVH). Rákosi Mátyás utasításai alapján Péter Gábor szervezte meg és vezényelte le a politikai ellenfelek és a társadalom megfélemlítését szolgáló koncepciós perek sorozatát, köztük korábbi főnökének, Rajk László belügyminiszternek a perét. Az általa vezetett szervezet megfélemlítéssel, veréssel, kínzással csikart ki vallomásokat a letartóztatottakból.
1953 januárjában egy szovjet mintára szervezett cionista kirakatper kapcsán Péter Gábort is letartóztatták. Sztálin halála után a per koncepciója átalakult, és a volt ÁVH-vezért hivatali visszaélésekért életfogytiglanra ítélték. Az 1956-os forradalom után ügyét újratárgyalták és 14 évet kapott. 1959 januárjában betegségére tekintettel kiszabadult. Egy textilipari vállalat könyvtárában kapott állást 1965-ös nyugdíjazásáig. 1993-as haláláig visszavonultan élt, interjút csak nagyon ritkán adott.

## Ifjúsága
Eisenberger Benjámin 1906. május 14-én született a Szabolcs vármegyei Újfehértón, zsidó családban, Eisenberger Péter szabómester és Metzner Róza gyermekeként. Apai nagyapja, Jakab (aki szintén szabó volt) Ungvárról költözött Újfehértóra, akinek Goldstein Róza nevű feleségétől 1866-ban született Péter nevű fia. A család egy ideig Hajdúböszörményben lakott, majd Eisenberger Péter 1895-ben költözött vissza Újfehértóra, amikor megnősült. Összesen négy gyerekük született: Katalin, Mór (aki egyévesen meghalt), Sámuel és a legkisebb, Benjámin (vagy Benő, ahogyan általában hívták és hivatalos iratokon is sokszor ezt használta). Ötéves korában, 1911-ben apja a betegségébe belehalt, így az addig is szerény anyagi körülmények között élő család anyagi helyzete nyomorúságossá vált, anyjuk varrásból tartotta el három gyerekét.
Benjámin az elemi népiskola három osztályát végezte el, a negyediket félbehagyta, hogy szabóinasnak álljon. 1918 novemberében az őszirózsás forradalom hírére Újfehértón is zavargásokra került sor, a tehetősebb polgárok házait kifosztották. 1919 januárjában statáriumot vezettek be, a Tanácsköztársaság megalakulása után pedig helyi munkástanácsokat szerveztek. A szovjethatalom azonban csak egy hónapot ért meg; április 26-án az előrenyomuló román hadsereg megszállta a községet. Benjámin 1919 szeptemberében kezdte el tanulmányait a helyi iparostanonc-iskolában; gyakorlati mestere Goldstein József (feltételezések szerint nagyanyjának a testvére) férfiszabó volt. Mestere sokat verte; az iskolában az első évben több tárgyból megbukott. Bár a második évben javított, 1921 nyarán abbahagyta a tanoncképzőt, és felköltözött Kató nővéréhez és Sámuel bátyjához Budapestre.
Nővére bejuttatta egy VII. kerületi konfekcióüzembe; itt találkozott először szervezett munkásokkal, a munkásmozgalommal. Hamarosan belépett a szakszervezetbe, és későbbi állítása szerint a Magyarországi Szociáldemokrata Pártba is (bár hogy ez tényleges tagság volt, vagy csak egy féllegális bérsegélyező szabadszervezeti tagság, ami sokszor együtt járt a szakszervezeti léttel, nem állapítható meg). 1924-ben, nem sokkal azután, hogy felszabadult az inasságból, elkapta a tüdővészt. A gyógyuláshoz vidéki levegőt javasoltak, így visszaköltözött anyjához Újfehértóra. Minimális fizikai aktivitás mellett csak suttogva beszélhetett, és így is 26 alkalommal volt tüdővérzése. 1927-ben a budakeszi tüdőszanatóriumban kezelték fél évig a Forlanini-módszerrel, melynek az volt a lényege, hogy a sérült tüdőrészen légmellet idéztek elő, és így pihentették. Ezután még hat hónapot otthon lábadozott. Kezelése és eltartása költségeit nővére állta, aki 1922-ben kivándorolt az Egyesült Államokba. A kényszerű tétlenség ideje alatt Eisenberger sokat olvasott, a klasszikus irodalom mellett főleg marxista kiadványokat, bár bevallotta, hogy Marx és Engels műveivel nehezen boldogult.

## A hivatásos forradalmár
1930-ban anyja Amerikába költözött Katóhoz, Eisenberger pedig visszatért Budapestre. Nővére továbbra is rendszeresen küldött neki pénzt, így nem kellett szakmájában dolgoznia. Később úgy fogalmazott, hogy „kevés” pénzt keresett. Eleinte az MSZDP gyűléseire járt, majd elvetődött az illegális kommunista párt Jaurès-körébe is, ahol megismerte József Attilát, valamint a párt lapjának, a 100%-nak (majd annak betiltása után a Társadalmi Szemle) szerkesztőit, Schönstein Sándort és Sándor Pált. A párt egyik tagja, Szöllősi Ernő beszervezte a letartóztatott baloldaliakat és családjaikat segítő Magyarországi Vörös Segélybe (amelyet a moszkvai Komintern tartott ellenőrzése alatt és amiatt illegalitásba szorult). Eisenberger majdnem egy évig gyűjtötte és továbbította az adományokat.
Az 1931-es országgyűlési választásra létrehozott Szocialista Munkásblokk (a kommunista párt fedőszervezete) számára szervezői munkát végzett, az aláírásgyűjtő, röpiratragasztó aktivistákat koordinálta. Eközben maga is ragasztott röpiratokat – ami konspirációs hiba volt – és letartóztatták, a rendőrségen megverték. Miután megbízhatónak bizonyult, 1931 szeptemberében felvették a KMP-be.
Eisenberger a párt számára ekkor sajtóelosztói munkát végzett, az illegális lapokat (Vörös Segély, Új Március, Kommunista, Vörös Villamos) terjesztette. 1932-ben a mozgalmon keresztül ismerkedett meg Simon Jolánnal, fedőnevén Margittal. Július 15-én a rendőrség – a biatorbágyi merénylet utáni nyomozás következtében – letartóztatta a kommunista párt vezetőségét, majd a rögtönítélő bíróság már 29-én halálra ítélte Sallai Imrét és Fürst Sándort, majd az ítéletet még aznap végrehajtották. A párt megemlékező tüntetést szervezett a temetőben, aminek tagjait – köztük Eisenbergert és Simont – letartóztatták. Ezt követően egy időre rendőri felügyelet alá kerültek. 1933. április 12-én Eisenberger és Simon házasságot kötött.

## A moszkvai út
1932 októberében – bár még mindig rendőri felügyelet alatt állt és csak németül beszélt egy kicsit – a párt Eisenbergert küldte a Nemzetközi Vörös Segély moszkvai világkongresszusára. Tüdőbajának ausztriai gyógykezelésére hivatkozva kapott útlevelet, ám miután kiutazott Bécsbe és felvette a kapcsolatot a magyar emigráns csoporttal, kiderült, hogy úti okmányai nem jogosítják fel továbbutazásra, így hazatért és újabb útlevelet kért Berlinbe. A német fővárosban a Komintern helyi irodája szerzett neki hamis papírokat, amivel – Antonin Sesztak álnéven – továbbmehetett Moszkvába. Kongresszusi beszédét Kun Béla segítségével állította össze, az ülésteremben pedig felolvasta. Moszkvában megismerkedett Lebovics Farkassal, aki régi kommunista volt (még Lenin Iszkra c. újságját nyomtatta ki Svájcban), de emellett a szovjet titkosszolgálat, az OGPU ügynöke is. Egyes feltételezések (és Rákosi Mátyás bukása utáni vádjai) szerint ekkor beszervezte Eisenbergert és ennek volt köszönhető későbbi kinevezése is. Hazafelé néhány hétig Bécsben maradt, mert Budapesten a rendőrség letartóztatta a Vörös Segély több tagját, köztük Simon Jolánt is, akit illegális sajtó terjesztésért fél év börtönre ítéltek.

## Illegális akciók
1933 februárjában a lebukások miatt átszervezték a Vörös Segély vezetőségét, ekkor került be Eisenberger is, aki ekkor felvette a Márvány fedőnevet. A politikai rendőrség is felfigyelt rá, április 28-án házkutatást tartottak nála és előállították. Aktáján a K kód (kommunista tevékenység miatti rendőri ellenőrzés) szerepelt. Júliusban feleségével együtt a párt utasítására a rendőri figyelmet kijátszva megkoszorúzták az egy évvel azelőtt kivégzett Sallai és Fürst sírját. 1935 januárjában Benjámin bátyja, Sámuel is kivándorolt Amerikába. Ugyanekkor a második Rákosi-per kapcsán nagyszabású letartóztatásokra került sor, egy időre bevitték Simon Jolánt. Eisenbergert 1935 decemberében tartóztatták le ismét kommunista szervezkedésért és illegális irodalom birtoklásért. Ekkori személyleírása szerint magassága 159 cm, testalkata vézna, hangja rekedt, szeme barna, fogsora egymást fedő, orra hegyes, füle nagy és lapos, arca beesett, haja és szemöldöke fekete, arca borotvált (jellegzetes bajszát csak később növesztette). 1936 januárjában a bíróság háromhavi fogházra ítélte, de másodfokon felmentették.
1936 nyarán a Kommunista Internacionálé Végrehajtó Bizottsága utasította a magyar kommunistákat, hogy szüneteltessék illegális tevékenységüket. Ennek oka egyrészt a mozgalom tagjainak rendszeres lebukása volt, másrészt Moszkva „népfrontos” politikára váltott, együtt kívánt működni a legális baloldali pártokkal. Többen a szociáldemokraták között szervezkedtek, Eisenberger pedig felújította kapcsolatait a szabók szakszervezetében és továbbra is ő maradt a Vörös Segély adományok mozgatásának fő logisztikusa. A Komintern 1940 elején engedélyezte ismét a pártszervezést, ám alig fogtak munkához, a politikai rendőrség azonnal lecsapott és begyűjtött mindenkit, akinek nem sikerült időben elmenekülnie, mintegy 820 embert. Eisenbergert és Simon Jolánt április 11-én tartóztatták le a lakásán és május 4-ig bent tartották. Az illegális röpiratok terjesztését, amivel vádolták, nem ismerte el, bár meg is verték (harminc évvel később egy interjúban azt mondta: a csendőrök leszíjaztak három helyen egy padra és hatan gumibottal a heréimet, talpamat úgy verték). Miután kiengedték, folytatta a pártszervezést; eközben folyt a bírósági eljárás, melynek fővádlottja Oláh Géza volt. Az újabb letartóztatási hullámba beleesett Rózsa Ferenc (aki a vallatásba belehalt) és Schönherz Zoltán (akit kivégeztek). Eisenberger ekkor ismerkedett meg Csermanek (később Kádár) Jánossal, aki a felső kapcsolattartója volt, ő maga pedig középső láncszemmé vált az illegális szervezeti láncban; „ügyfelei” közé tartozott Házi Árpád, Fürst Károly, Ságvári Endre és Tonhauser Pál. Ügyében az elsőfokú ítélet csak 1942. novemberében született meg és a bíróság 19 vádlott – köztük az Eisenberger-házaspár – esetében külön eljárás lefolytatását írta elő. Ők azonban ekkorra már illegalitásba vonultak, eltűntek bejelentett lakhelyükről.

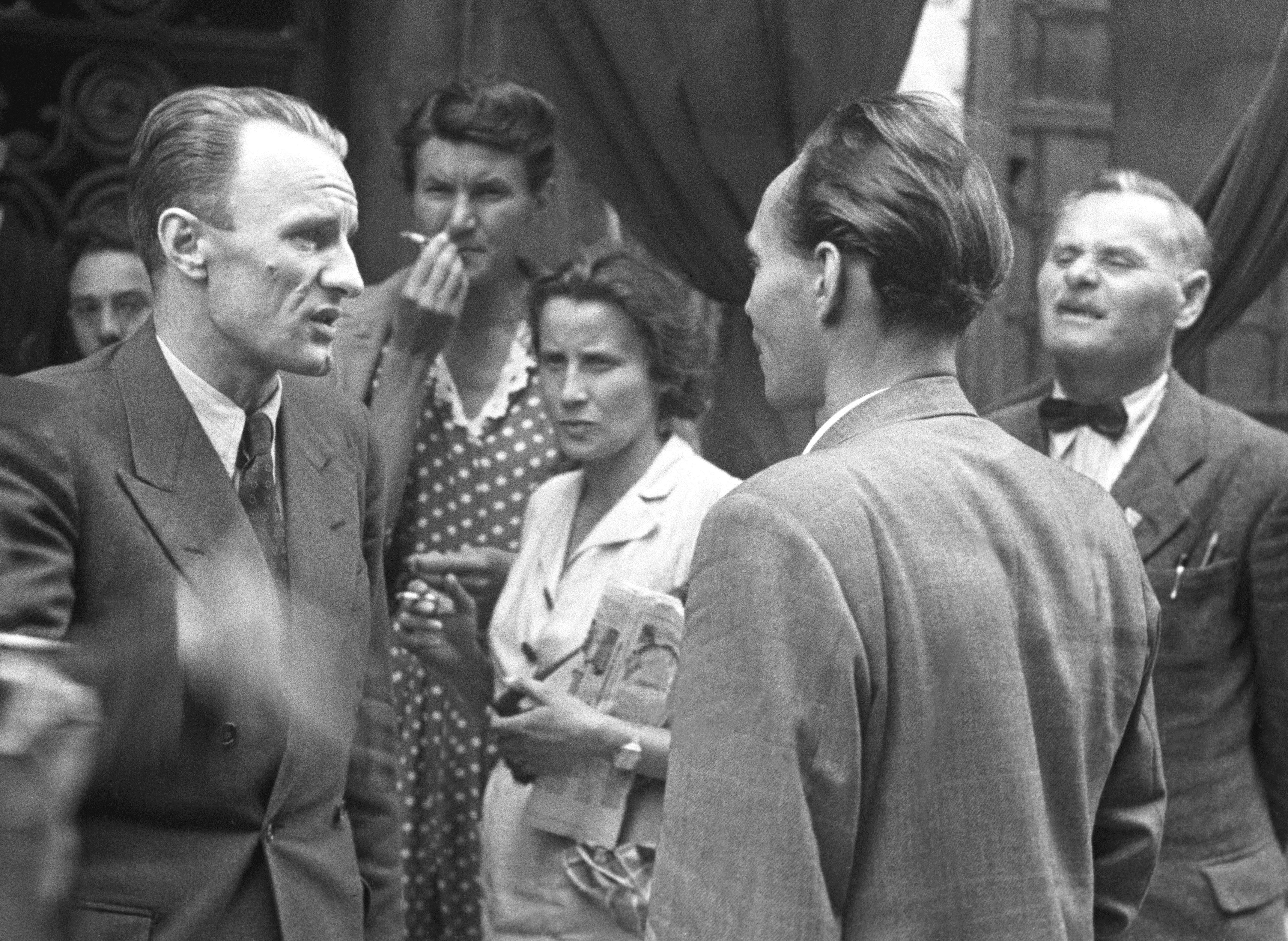
Kádár János és Rajk László az MKP KV országos értekezletén (1945 május)

1943 elején egy újabb letartóztatási hullám megtizedelte a KMP vezérkarát, elfogták Skolnyik Józsefet és Kovács Istvánt is. A gyakorlatilag egyedül maradt Kádár maga mellé emelte a Központi Bizottságba Eisenbergert, aki ekkoriban az újságok, röpiratok kinyomtatását intézte. 1943 májusában megszűnt a Komintern, Kádár pedig javasolta a párt nevének megváltoztatást, hogy közeledni tudjanak a legális baloldali szervezetekhez. Júliusban (a KB két új tagjával, Szirmai Istvánnal és Tonhauser Pállal; valamint Donáth Ferenccel és Orbán Lászlóval közösen) megalapították a Békepártot. Szirmait és Tonhausert 1943 végén, Kádárt pedig áprilisban letartóztatták, így Eisenberger maradt egyedül szabadon a vezetőségből. Az év hátralevő részében részt vett egy fegyveres ellenálló csoport megszervezésében – ennek akciója volt a Gömbös-szobor felrobbantása – de konkrét harci helyzetbe nem került. Szeptemberben visszanevezték a pártot KMP-re, ám akkor Demény Pál vezetésével már létezett egy azonos nevű csoportosulás; a két párt szövetkezését Rajk László és Eisenberger vezényelte le.
Eisenberger ekkor, a német megszállás alatt került közelebbi kapcsolatba Major Tamással és Gobbi Hildával is; utóbbi a szovjetek megérkezéséig a barátainál bújtatta el Simon Jolánt. Több fedőnevet is használt – Kicsi, Bajusz, Lehoczky Lajos – de egy név ekkoriban rajta ragadt, amelyiknek a történetét Demény később így mesélte:
1944 májusában Frolimovics Sándornéhoz, Kun Erzsébethez mentem fel, akik akkor az Árpád fejedelem úton laktak. Frolimovicsné Kun Margit testvére volt, s így nagyon jó ismerősök, barátok. Mentesítő iratokat vittem az asszonynak és a két fiának.
– Itt van éppen a másik szobában Eisenberger, neki is kellenének iratok – mondta az asszony.
– Jó – mondtam, – de milyen névre akarod?
– Mindegy – felelte –, csak csináld…, de gyorsan. És akkor a szemem megakadt Frolimovicsék két fián, az egyiket Péternek, a másikat Gábornak hívták. […] így lett Eisenberger Béniből Péter Gábor.

## A politikai rendőrség élén

Péter Gábor párttagsági igazolványa (1945 augusztus)

1945 januárjának elején, Budapest ostroma alatt Péter Gábor Donáth Ferenccel és Kádár Jánossal lakott egy lakásban. Január 12-én vették fel a kapcsolatot a szovjet tisztekkel, valamivel később pedig a Moszkvából érkezett Vas Zoltánnal. 19-én sor került az első közös, a budapesti és moszkvai kommunistákat egyesítő vezetőségi ülésre. A következőt 22-én tartották és itt kinevezték Péter Gábort a politikai rendészet (a pártházban működő rendőrségi osztály) vezetőjévé. Január végén azonban kiderült, hogy a debreceni ideiglenes kormány is megszervezte a politikai rendőrséget, melyet Tömpe András vezetett. Péter és Tömpe között ezután kicsinyes rivalizálás kezdődött, melyet a pártvezetés úgy oldott fel, hogy amikor május 10-én hivatalosan is megalakult a Magyar Államrendőrség, Pétert a budapesti, Tömpét pedig a vidéki főkapitányság politikai rendészeti osztályának élére nevezték ki.
Péter nagy energiával vetette magát a munkába, gyakorlatilag teljesen új szervezetet kellett felállítania, meglehetősen sanyarú körülmények között. Arra nagy gondot fordított, hogy eredményeit rendszeresen közölje a sajtó, a Szabad Nép-ben szinte minden héten szerepelt a neve, elsősorban a háborús bűnösök, nyilasfőnökök felkutatásával kapcsolatban. 1945 augusztusában Farkas Mihály belügyi államtitkárral közösen ment ki Salzburgba tárgyalni a Nyugatra szökött háborús bűnösök kiadatásáról. Október 3-án nagy médianyilvánosság közepette személyesen fogadta a repülőtéren és kísérte el az Andrássy út 60-ba (korábban a nyilasok központja, ekkor már a politikai rendőrség főhadiszállása) a kiadott Szálasi Ferencet. 1945. október 31-én Erdei Ferenc belügyminiszter rendőr vezérőrnaggyá nevezte ki.
Feladatai közé tartozott a párt belső tisztogatásának munkája is. Első ügye Demény Pálhoz, a veterán kommunista politikushoz fűződött, aki vonakodott elismerni Rákosi Mátyást a párt vezetőjének. 1945 februárjában Péter Gábor elcsalta az Andrássy út 60-ba és ott letartóztatta; Deményt ezután mondvacsinált vádakkal négy és fél évnyi kényszermunkára ítélték. Hasonlóan a tisztogatások áldozatául esett Péter korábbi harcostársa, az illegális időkben KV-tag Skolnyik József is.

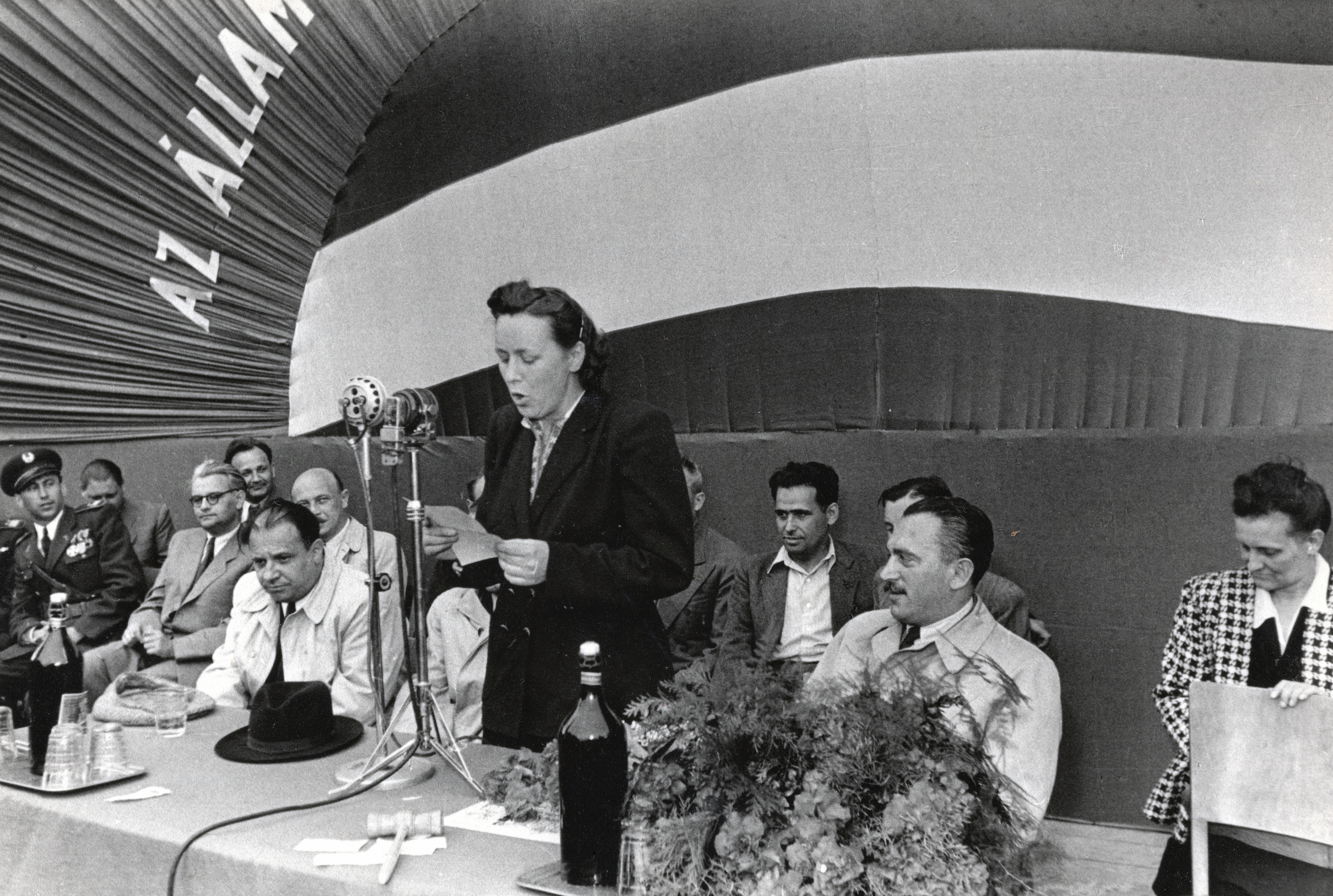
A Magyar Vagon- és Gépgyár nagygyűlésén csapatzászlót adományoznak a BM ÁVH-nak. A mikrofonnál Farkas Mihályné, tőle jobbra Péter Gábor

1946 júliusában Rajk László belügyminiszter, akivel Péter igen jó kapcsolatokat ápolt, megbízta őt a politikai rendőrség reformjának kidolgozásával; nem csoda hogy riválisának, Tömpe Andrásnak hamarosan új, diplomáciai jellegű feladatot adtak. A reformot októberben hajtották végre, ekkor alakult meg a Magyar Államrendőrség Államvédelmi Osztálya, az ÁVO, amely országos hatáskörrel rendelkezett (vagyis Tömpe korábbi szervezete beolvadt Péter Gábor osztályába) és nem a rendőrfőkapitánynak, hanem közvetlenül a belügyminiszternek volt alárendelve. Rajk 1948 januárjában kezdeményezte a köztársasági elnöknél Péter Gábor rendőraltábornagyi előléptetését. Kettejük viszonya azonban hamarosan megromlott, Péter rendszeresen panaszkodott Rajk Lászlóra a párt vezetésénél, főleg amiatt, mert a miniszter több ügyben megkerülte az államvédelmet és megszüntette a pártszervezeteket a rendőrségnél. 1948 szeptemberében újabb változásokra került sor, az új belügyminiszter, Kádár János a korábbi pártvezetőségi döntésnek megfelelően megerősítette a politikai rendőrséget, középfokú hatósággá emelte. Így jött létre a Belügyminisztérium Államvédelmi Hatósága (BM ÁVH), amely 1950. január 1-el Államvédelmi Hatóság (ÁVH) néven önálló főhatósággá alakult, és számos jogosultságot (határrendészet, internálás, rendőri felügyelet alá helyezés) valamint az ezekhez kapcsolódó szervezeteket olvasztott magába. Új egyenruhát kaptak (a határőrök zöld, a karhatalmisták kék alapú váll-lapokkal, eszerint nevezte őket a népnyelv zöld, ill. kék ávósnak), létszámuk pedig hamarosan elérte a 27 ezer főt, amellyel még a rendőrséget (22 ezer) is jelentősen meghaladták.

## Koncepciós perek

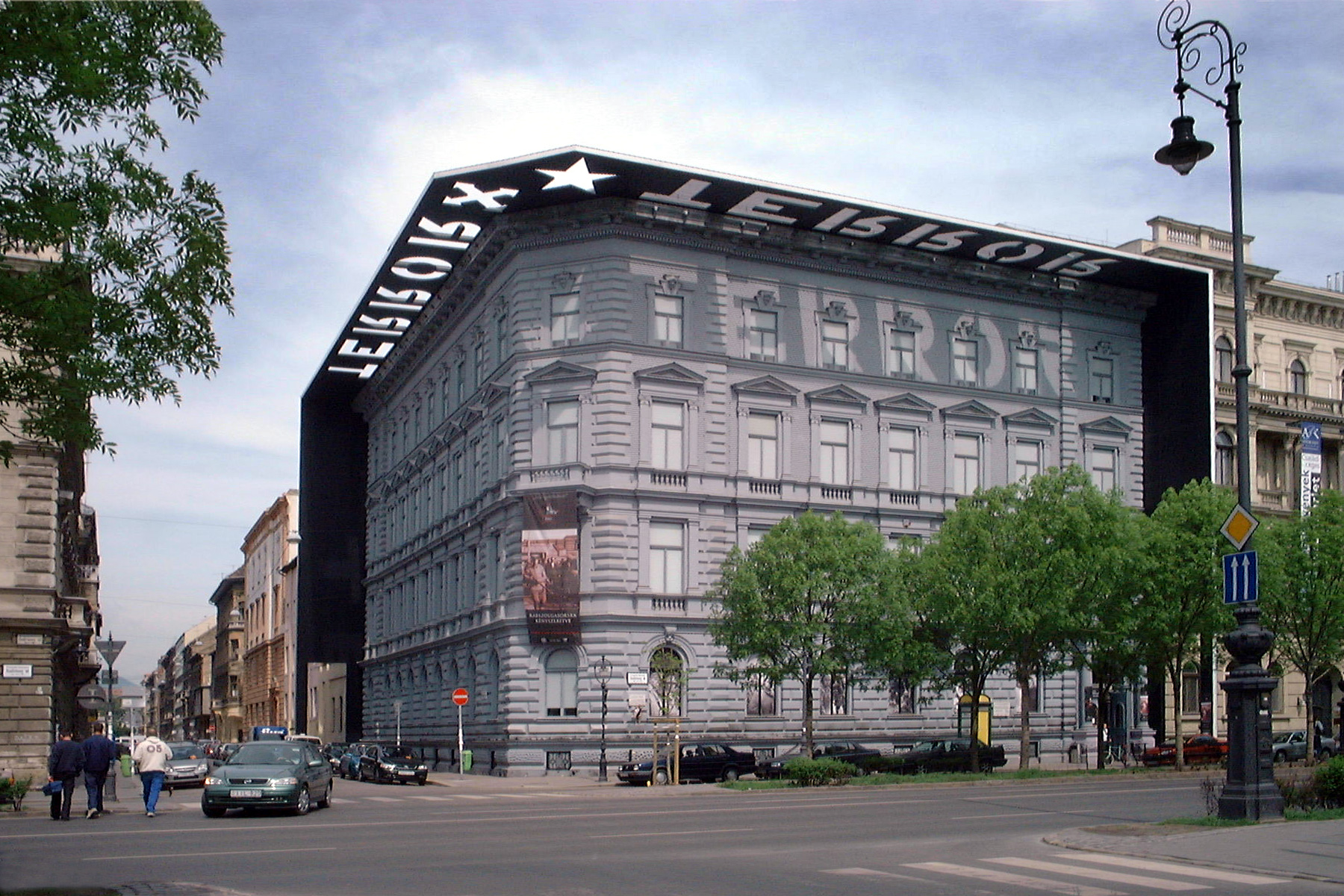
Az Andrássy út 60. az Államvédelmi Hatóság központja (ma Terror Háza múzeum)

Péter Gábor a párt öklének tartotta az államvédelmi hatóságot és a pártvezetéstől (Rákosi Mátyástól) érkezett utasításokat vakon, kritika nélkül végrehajtotta. Már 1946-ban megkezdődtek a sztálinista mintára rendezett monstre kirakatperek. Az első ilyen persorozat a Magyar Testvéri Közösség ügye volt, amelybe amellett, hogy csapást mértek vele a Kisgazdapártra, beleerőltették és elitélték Rákosi néhány kommunista ellenfelét is (mint Demény Pált vagy Weisshaus Aladárt). Az elsőrendű vádlottat, Donáth Györgyöt halálra ítélték és kivégezték, további 257 személyt elítéltek, 120-at pedig internáltak. Ezt követte a Földművelésügyi Minisztérium tisztviselőinek „összeesküvése”, a Magyar-Amerikai Olajipari Rt. ügye, majd 1948 decemberében letartóztatták Mindszenty József esztergomi érseket, akit már 1945 óta szemmel tartott a politikai rendőrség. A közvetlenül Rákosi által felügyelt és instruált kihallgatások során a testileg és lelkileg megkínzott főpap aláírta a vallomását, 1949 februárjában pedig el is ítélték. A következő nagyobb lélegzetű üggyel kezdetben igazodtak a Szovjetunióban folyó „kozmopolita” koncepciós perekhez, amely a nyugati emigrációban élő régi kommunista politikusok ellen irányult. Az eljárás azonban egyre húzódott és bonyolódott és végül egy nagy port felverő, monstre párttisztogatási kirakatperré alakult, a Rajk-perré. Nehezen megállapítható, hogy Rajk László vádlottak közé való bevonása Péter Gábor (akinek közismerten rossz viszonya volt az egykori belügyminiszterrel) vagy Rákosi ötlete volt-e. Az mindenesetre bizonyos, hogy a pártvezető (és Moszkva) engedélye nélkül a perre nem kerülhetett volna sor. A vádak koncepciós jellegét jól mutatja, hogy Rajkot eleinte Horthy rendőrsége számára végzett spicliskedéssel, valamint miniszterként szándékos károkozással vádolták meg; a sztálini külpolitika változása miatt aztán ezt Tito számára végzett kémkedésre cserélték. Mivel Péter és nyomozói nem voltak képesek vallomást kicsikarni Rajkból, eleinte a pártvezetés tagjai (Kádár és Farkas Mihály), később a szovjetek (M. I. Belkin, az MGB (a szovjet állambiztonsági minisztérium) magyarországi kirendeltségének feje) is egyre nagyobb hangsúllyal vettek részt az eljárásban. Péter későbbi vallomásai szerint ő háttérbe is szorult, a kihallgatásokat inkább a szovjetek és Szücs Ernő irányították. Végül – talán féltékenységből – a magyar pártvezetés megkerülésével levelet írt a szovjet politikai rendőrség vezetőjének, Abakumovnak, amelyben figyelmeztette őt, hogy Rákosi túlságosan erőlteti a Rajk-ügyet.

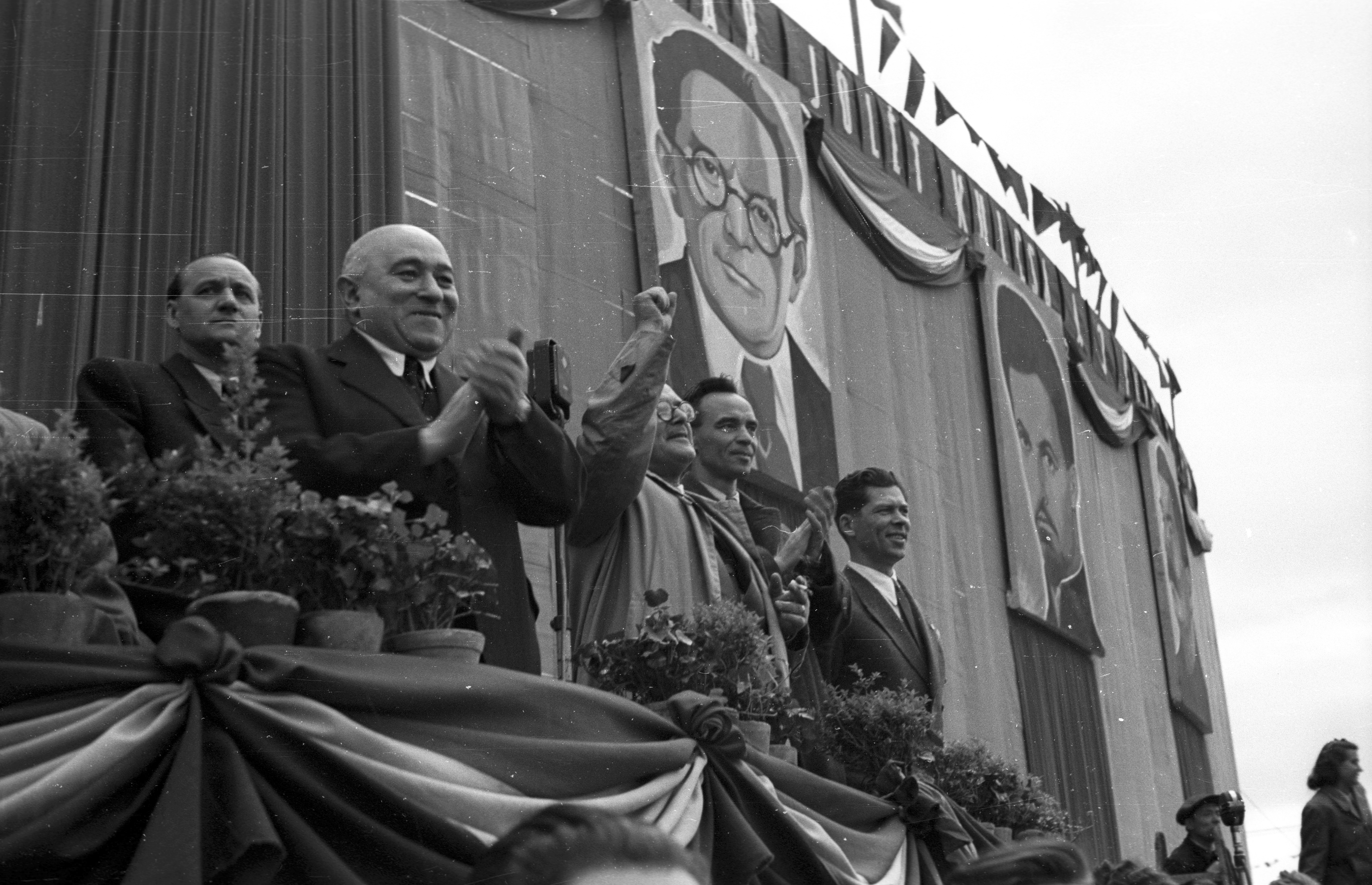
Rákosi Mátyás, Szakasits Árpád, Rajk László és Marosán György a május 1-i ünnepségen (1947)

Később a tanúk instruálásban, a per megkoreografálásában ismét főszerepet kapott. A tárgyalás szüneteiben egy szomszédos klubhelyiségben Péter közvetlenül elbeszélgetett a fővádlottal („Nagyszerű voltál, Lacikám, köszönöm szépen”, mondta neki egy emigráns szerint, akinek szavait Márai Sándor írta le), aki a megegyezés szerint rövid börtönbüntetésre számított, ám halálra ítélték és két nappal később felakasztották.
1951 tavaszán újabb belső tisztogatási ügyre készültek és elkezdték Zöld Sándor belügyminiszter ÁVH-s megfigyelését. Ő azonban felismerte helyzetének változását és öngyilkos lett. Helyette a korábbi tárcavezető, Kádár János került – Rákosi és Farkas ötlete nyomán – az államvédelem látókörébe. Péter Gábor később igyekezett kisebbíteni szerepét ebben a perben (azt állította, hogy egyhónapos szabadságra ment és mire visszatért, már minden készen állt), bár személyesen tartóztatta le Kádárt és folyamatosan jelentéseket kapott a kihallgatások menetéről. Végül Kádár Jánost pártbéli népszerűsége miatt csak csendben, zárt tárgyaláson ítélték el életfogytiglanra 1952 decemberében.

## Az ÁVH módszerei
Péter Gábor legényeinek feladatai széleskörűek voltak, rendőrök és katonák kíséretében razziáztak a sváb falvakban, asszisztáltak a kitelepítéseknél, megfélemlítésképpen bántalmazták az ún. kulákokat, közreműködtek a szerzetesrendek feloszlatásában és ők őrizték a börtönöket, táborokat is. Már 1946-47-ben megalakultak a „kulákverő” csoportok, közülük is a legnagyobb, a Princz Gyula-féle század. A letartóztatottak kihallgatásánál „nem a valóság kiderítésére törekedtek, hanem a látszatsikerekre. Az őrizeteseknél megengedhetetlen módszereket alkalmaztak, erős rábeszélést, állandó megfélemlítést, még fizikai kényszert is alkalmaztak egyes őrizeteseknél. Ennek a kihallgatási módszernek az lett az eredménye, hogy az őrizetesek mindent elvállaltak és aláírtak, amire a kihallgató rábeszélte. A vallomásokat nem ellenőrizték, hanem még színesítették is… Sok bűnt követtek el és ebben a bűnös elsősorban Péter Gábor, aki az ÁVH vezetője volt.” írta 1954-es, börtönben fogalmazott önkritikájában maga Péter Gábor. Módszereik közül a rábeszélést elsősorban a kommunistáknál alkalmazták, ahol a párt érdekeire hivatkoztak, de a vallomásért mások is kaphattak kisebb kedvezményeket, engedélyeztek számukra rokonlátogatást. Gyakran félrevezették őket, mint Rajk esetében is, ahol a vallomásért cserébe enyhe büntetést ígértek, de kivégezték őket (így járt pl. Pálffy György, Szebenyi Endre és Villányi András is). Ha ez nem járt eredménnyel, következett a megfélemlítés, megalázás (meztelenre vetkőztetés, leköpés, vécéből itatás), kifárasztás (órákon át tartó éjjeli kihallgatás, esetenként állva vagy térdelve). Ha a letartóztatott továbbra is makacskodott, akkor megverték és megkínozták. Bár Péter Gábor később tagadta, hogy a bántalmazásokban részt vett volna, az államvédelmi tisztek későbbi vallomásai szerint az ÁVH vezetője számos esetben személyesen adott utasítást erőszak alkalmazására; ez történt többek között Rajk László, Szalai András, Stolte István, Veres József esetében is, Szücs Ernő pedig belehalt a kínzásba. Bár néhány esetben, mint a pócspetri kulákverésnél Péter is kiosztott „néhány pofont”, nem állítható, hogy a kínzás és a verés alkalmazása szadista természetéből fakadt volna; inkább úgy vélte, hogy a párt érdeke szentesíti az eszközöket és az ÁVH működésében a szovjet államvédelem példáját követte.

## Bukása
1953. január 3-án Rákosi áthívta Péter Gábort a lakására, ahol – számára teljesen váratlanul – letartóztatták. Bukásának lehetséges oka a pártfőtitkár beszédéből derült ki, amelyet a Politikai Bizottság február 19-i ülésén tartott. Eszerint más szocialista országok példáját követve, Magyarországon is nagyszabású cionista pert szándékoztak lefolytatni. Előző évben Csehszlovákiában kivégezték a cionista kémtevékenységgel vádolt miniszterelnök-helyettest, Sztálin pedig már készítette elő a zsidó orvosok perét; emellett a szovjet pártvezető már korábban kivégeztette az államvédelmi vezetőket, Jezsovot és Jagodát. 1951 októberében letartóztatták az MGB magyarországi szervezetének vezetőjét, Belkint is, akivel Péter baráti viszonyt ápolt. Gerő Ernő és Rákosi Mátyás későbbi állítása szerint Moszkvából utasították őket, hogy Belkin vallomása alapján tartóztassák le Pétert.
Péter Gábort először cionista kémszervezet megalapításával és működtetésével vádolták. Feleségét és számos közeli munkatársát (ügyébe végül több mint 110-en keveredtek bele, köztük 23 vezető beosztású) is letartóztatták, köztük Bálint István orvos-ezredest, Csapó Andor gazdasági vezetőt, Bánkuti Antalt, a Gyűjtőfogház rettegett parancsnokát vagy a szadista kínzásairól hírhedt Princz Gyulát. A „zsidó összeesküvéshez” lefogatták a budapesti hitközség vezetőjét, Stöckler Lajost és – szovjet példa után – számos zsidó orvost is. Kihallgatását Rákosi utasításai alapján Farkas Mihály felügyelte. A politikai rendőrség vezetését Piros László, az ÁVH Határőrség és Belső Karhatalom parancsnoka vette át.
1953. március 5-én meghalt Sztálin és ezt követően a zsidó orvosok perét felfüggesztették, a letartóztatottakat elengedték. Rákosi pozíciója is meggyengült, júniusban át kellett adnia a kormányfői pozíciót Nagy Imrének. Péter Gábor ügyéből ejtették a cionista vonalat és azok az őrizetesek, akiket ehhez kötöttek, kiszabadultak. A vád ezután hivatali visszaélésre, népellenes tevékenységre, halált okozó testi sértésre, társadalmi tulajdon elleni bűntettre változott. A zárt tárgyalás négy napig tartott és 1953. december 24-én Pétert Gábort a fenti vádpontokban bűnösnek találták és életfogytig tartó börtönre ítélték. Fellebbezés után a másodfokú Katonai Felsőbíróság 1954. január 15-én helybenhagyta az ítéletet. Felesége államtitoksértésért és társadalmi tulajdon elleni bűntettért két és fél évi börtönt kapott, de közkegyelemre hivatkozva egyharmaddal csökkentették büntetését. A közvélemény az egész ügyről – egyáltalán Péter letartóztatásáról – csak 1954 márciusában értesült a Szabad Nép egy rövidke híre alapján.

## A börtönben
A kormányzat a sztálinista túlkapásokat – Vorosilov tanácsára – igyekezett Péter Gábor nyakába varrni és a börtönben önkritikát írattak vele korábbi munkájáról, de figyelmeztették, hogy ne próbálja másra kenni a felelősséget. Péter ennek megfelelően azt írta, hogy a pártvezetésnek nem volt tudomása a vallomások erőszakos kikényszerítéséről. Később makacskodott, a kihallgatásokon Rákosit okolta (erről nem vettek fel jegyzőkönyvet), sőt egy ideig éhségsztrájkolt is, mert nem engedélyeztek találkozót feleségével. 1955 nyarán Rákosi helyzete ismét megerősödött, sikerült leváltatnia Nagy Imrét és bizalmasát, Hegedüs Andrást ültetnie a kormányfői székbe. Ezzel párhuzamosan Péter Gábor ügyében perújrafelvételt rendeltek el, hogy őt tegyék felelőssé a magyar-jugoszláv viszony megrontásáért is. 1956 elején a Szovjetunióban a XX. pártkongresszus elítélte a sztálinizmust és ezzel megroppant Rákosi politikai támogatottsága. Péter Gábor július elején „Mi az igazság?” címmel újabb feljegyzést írt, amelyben az ÁVH túlkapásaiért a volt pártfőtitkárt hibáztatta. A feljegyzést a szovjet nagykövethez, Andropovhoz is eljuttatta. Rákosit július 18-án leváltották, helyére Gerő Ernő került. Októberben letartóztatták Farkas Mihályt és ügyében többször kihallgatták Péter Gábort is, aki – az új pártvezetés szándéka szerint – lelkesen vallott a volt hadügyminiszter ellen. Kihallgatásait az október 23-i forradalom félbeszakította. November 3-án a Gyűjtőfogházból 800 foglyot szabadon bocsátottak; Péter Gábort csak egy újságíró látogatta meg. Éjjel a forradalmárok kivitték a siralomházba, de november 4-én reggel a bevonuló szovjet csapatok kiszabadították.
A forradalom leverése után, 1957. márciusában az ügyészség elrendelte a vizsgálat folytatását. A május-júniusban tartott zárt tárgyaláson Péter Rákosit és Farkas Mihályt okolta a verések és kínzások elrendeléséért. A bíróság hamis vád, hivatali hatalommal való visszaélés és halált okozó testi sértés miatt 14 év börtönre ítélte, amit az 1953-as évi közkegyelem alapján felezett és beszámította az addig letöltött négy és fél évet is. 1958 márciusában a volt ÁVH-vezér gyenge egészségi állapotára való tekintettel kérte Biszku Béla belügyminisztertől maradék büntetésének elengedését. 1959 januárjában elhagyhatta a börtönt.

## Kései évei

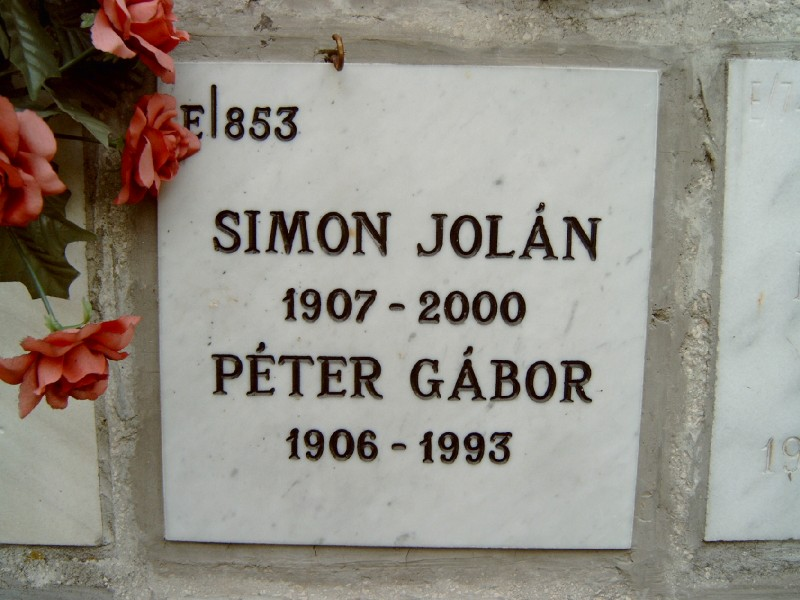
Simon Jolán és Péter Gábor sírja a Farkasréti temetőben

Az 53 éves Péter Gábort eldugták a közvélemény elől, a Magyar Ruhaipari Tervezővállalat könyvtárában kapott könyvtárosi állást. Szabadulásáról nem számolt be a magyar sajtó (a nyugati lapok februárban közölték a hírt). Az MSZMP Központi Bizottsága 1962 augusztusában elfogadott egy határozatot, amelyben elsősorban a Rákosi-Farkas-Gerő hármast, másodsorban pedig az ÁVH vezetőségét tette alapvetően felelőssé a koncepciós perek túlkapásaiért. Jogi felelősségre vonásra nem került sor, azonban 1963 januárjában megfosztották állami kitüntetéseitől. 1965 márciusában a Politikai Bizottság jóváhagyásával idő előtt nyugdíjazták.
Visszavonultan, elfeledve élt, csak ritkán nyilatkozott. A 60-as években a Párttörténeti Intézet kérésére megírta az 1945 előtti időkre vonatkozó visszaemlékezéseit. Az 1970-es évek végén hosszú interjúsorozatot adott Galgóczi Erzsébetnek, de itt sem jutott túl az illegalitás évein és emlékezései csak jóval a rendszerváltás után, 2002-ben kerültek nyilvánosságra a Múltunk c. folyóiratban. A 80-as években többen megkeresték, de senkinek sem nyilatkozott. 1989-ben a Mindszenty-ügy perújításakor a Legfőbb Ügyészség kötelezte tanúvallomás tételére, majd 1990 szeptemberében a Svédországból hazalátogató régi ismerőse, Libik György (aki 1944-ben bújtatta a nyilasok elől) beszélgetett el vele, amit a Népszabadság is közölt.
Péter Gábor 1993. január 23-án halt meg, hamvait február 11-én helyezték el a Farkasréti temető urnafalában. Simon Jolán 2000. szeptember 6-án került férje mellé.

## Kitüntetései

### Magyar
- Magyar Szabadság Érdemrend ezüst fokozat, 1946
- Közbiztonsági Szolgálati Jel, 1948
- 48-as Díszérem, 1948
- Magyar Köztársasági Érdemrend középkeresztje, 1948
- Kossuth Érdemrend harmadik osztálya, 1948
- A Köztársasági Elnök Elismerésének Arany Koszorúja, 1949
- Magyar Népköztársasági Érdemrend II., III., IV. fokozata, 1950
- Határőr-jelvény arany fokozata, 1950

### Külföldi
- Budapest bevételéért emlékérem, 1948 (Szovjetunió)
- „1944. szeptember 9.” Érdemrend II. fokozata a kardokkal, 1948 (Bulgária)
- Lengyelország Újjászületése Érdemrend parancsnoki keresztje a csillaggal, 1948 (Lengyelország)
- Románia Csillaga érdemrend parancsnoki keresztje, 1948 (Románia) – 1949-ben visszavonták, mert a román király adományozta, helyette megkapta a Román Népi köztársaság Csillagának II. fokozatát
- Jugoszláv Zászlórend II. fokozata

## Műve
- Harc a Tito-klikk ellen a kommunista pártok nemzetközi kötelessége / Farkas Mihály: A jugoszláv hadsereg az angol-amerikai imperialisták hatalmában / Péter Gábor: Tito-Rankovics Gestapója; Á.V.H., Budapest, 1950

## Emlékezete
- Faludy György: Péter Gábor, az ÁVH parancsnoka – Versek – Digitális Irodalmi Akadémia, Petőfi Irodalmi Múzeum, Budapest, 2011. Száz könnyű szonett versciklus – A hozzáférés ideje: 2012. augusztus 24.
- Róla mintázta Bacsó Péter Virág elvtársat A tanú című filmben,[33] bár a filmben Virág elvtárs hobbija az órásmesterség – a szabó szakma említése túl direkt lett volna, ezt a kultúrpolitikai vezetés nem engedélyezte. Azonban az 1980-ban közreadott Bacsó Péter-féle kisregényben az éjszakai kihallgatást megelőzően Virág elvtárs már nem órákkal bíbelődik, hanem varrógépen ügyködik.
- Alakja érintőlegesen felbukkan Kondor Vilmos magyar író Budapest romokban és Budapest novemberben című bűnügyi regényeiben.